# Jan Šafránek (1910–1981)
Jan Šafránek (24. srpna 1910 Kolence – 9. ledna 1981 Praha) byl český malíř, grafik, pedagog a ředitel oblastní galerie.

## Životopis
Akademický malíř, narozený roku 1910 v Kolenci č.p. 47, syn Jaroslava Šafránka (1879-1947) a Rozálie roz. Koktavé.
V letech 1931–1933 studoval Školu dekorativního umění v Praze, v letech 1935–1939 u prof. Strnadela Antonína a prof. Hofbauera Arnošta a prof. Jaroslava Bendy na Uměleckoprůmyslové škole v Praze.
Po válce v letech 1946 - 1953 působil jako pedagog na Střední průmyslové škole keramické v Karlových Varech a poté sedmnáct let od roku 1953 jako ředitel Galerie umění Karlovy Vary a to až do roku 1970. Po panu Marcelu Krasickém byl druhým chotěm paní Věry provdané Krasické, Šafrákové, Huskičové, rozené Hýskové narozené 1925 v Loučce u Přerova a se svým manželem Janem Šafránkem působila v Karlových Varech a poté vedla uměleckou prodejní galerii v ulici Liliová 4 na Starém Městě v Praze
V letech 1939-1940 byl vězněn v koncentračních táborech Sachsenhausenu a Oranienburgu. Zemřel nečekaně po krátké nemoci v Praze dne 15. října 1981.

## Dílo
Věnoval se malbě, kresbě a grafice. Jako jeden z poválečných výtvarníků zachytil ve svých temperách, akvarelech a kresbách i olejích krásy Karlových Varů a jejich okolí. Známá byla i jeho zátiší a malířské záznamy z Jižních Čech či z cest ze zahraničí, kde často cestoval se svou chotí Věrou Šafránkovou, s kterou žil své poslední léta života v Praze.